# Tonnelon
Un tonnelon est un engin de siège médiéval.  Le tonnelon est composé d'un ou plusieurs bras sur lesquels sont placés des plates-formes où des archers peuvent se placer. Le bras est alors élevé à l'aide d'un contrepoids ou d'un treuil de manière que les archers puissent tirer au-dessus des remparts ou prendre pied sur les courtines.